# Diplycosia cinnamomifolia
Diplycosia cinnamomifolia är en ljungväxtart som beskrevs av Otto Stapf. Diplycosia cinnamomifolia ingår i släktet Diplycosia och familjen ljungväxter. Inga underarter finns listade i Catalogue of Life.